# Жуковский, Михаил Михайлович
Михаил Михайлович Жуковский (1821—1907) — русский военный деятель, генерал от артиллерии, генерал-адъютант.

## Биография
Из дворян. Родился 25 апреля (7 мая) 1821 года в Витебской губернии. По окончании курса в Михайловском артиллерийском училище занимал должности:
01.03.1846—10.12.1847 — помощник старшего адъютанта штаба управления генерал-фельдцейхмейстера,
10.12.1947—28.06.1848 — старший адъютант штаба управления генерал-фельдцейхмейстера,
03.10.1848—18.02.1854 — старший адъютант управления гвардейской артиллерии,
18.02.1854—13.07.1856 — командир лёгкой № 4-й батареи лейб-гвардии 1-й артиллерийской бригады,
13.07.1856—20.10.1861 — командир лёгкой № 1-й батареи лейб-гвардии 1-й артиллерийской бригады,
20.10.1861—19.01.1864 — командир 3-й гвардейской и гренадерской артиллерийской бригады,
19.01.1864—06.08.1865 — начальник артиллерии войск Дагестанской области,
06.08.1865—26.11.1869 — помощник начальника артиллерии Кавказского военного округа,
26.11.1869—18.12.1871 — начальник артиллерии Киевского военного округа,
14.09.1874—10.03.1880 — начальник артиллерии Гвардейского корпуса,
6 августа 1876 года назначен генерал-адъютантом к Его Императорскому Величеству,
06.11.1876-19.07.1878 — исправляющий должность начальника артиллерии Петербургского военного округа, с оставлением в должности начальника артиллерии Гвардейского корпуса.
С 1880 до самой своей смерти состоял по гвардейской пешей артиллерии, оставаясь в звании генерал-адъютанта.
Холост, женат не был, приёмная дочь.
Умер 10 ноября 1907. 30 ноября того же года исключён из списков умершим.

## Воинские звания
- В службу вступил (26.03.1836)[3]
- Прапорщик (14.04.1840)
- Подпоручик (11.06.1841)
- Подпоручик гвардии (23.03.1847)
- Поручик (11.04.1848)
- Штабс-капитан (30.03.1852)
- Капитан (19.04.1853)
- Полковник (18.02.1854)
- Генерал-майор (08.11.1861)
- Генерал-лейтенант (26.11.1869)
- Генерал-адъютант (1876)
- Генерал от артиллерии (15.05.1883)

## Награды
российские:
- Орден Святой Анны 3 ст. (1849)
- Орден Святого Станислава 2 ст. (1856)
- Императорская корона к Ордену Святого Станислава 2 ст. (1858)
- Знак отличия за XV лет беспорочной службы (1858)
- Орден Святой Анны 2 ст. (1859)
- Императорская корона к Ордену Святой Анны 2 ст. (1861)
- Орден Святого Владимира 3 ст. (1863)
- Орден Святого Станислава 1 ст. (1866)
- Орден Святой Анны 1 ст. (1868)
- Орден Святого Владимира 2 ст. (1875)
- Орден Белого Орла (1878)
- Орден Святого Александра Невского (1887)
- Знак отличия за XL лет беспорочной службы (1888)
- Бриллиантовые знаки к Ордену Святого Александра Невского (1890)
- Орден Святого Владимира 1 ст. (1896)
- Знак отличия за L лет беспорочной службы (1896)

иностранные:
- Шведский Орден Меча 1 ст. (1875)
- Персидский Орден Льва и Солнца 1 ст. (1878)